# Porno de la pobreza

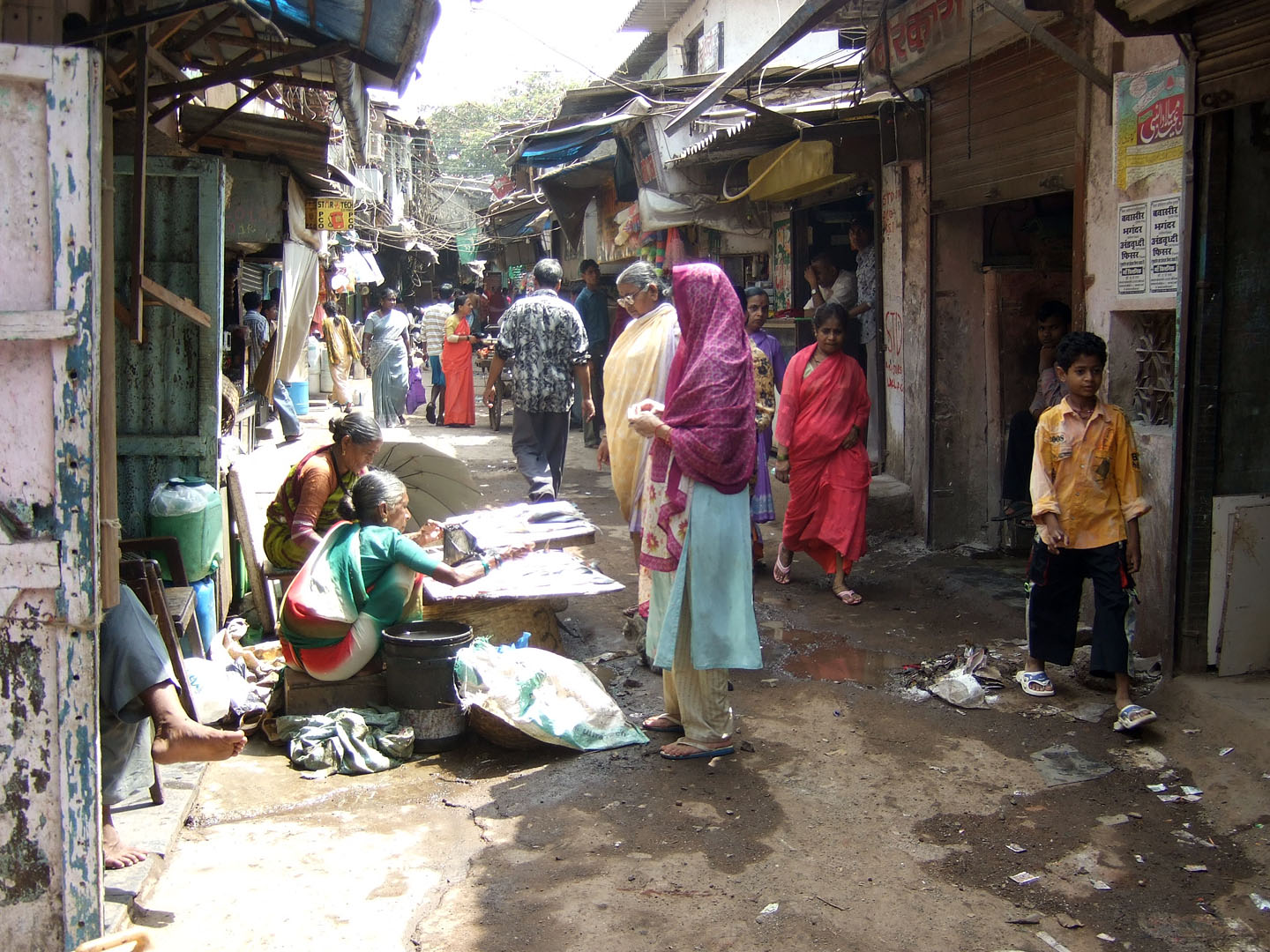
El asentamiento irregular de Dharavi, ubicado en Mumbai, India, sirvió de escenario para la película de 2008, Slumdog Millionaire.

El término Porno de la pobreza, ha sido definido como "cualquier tipo de contenido, ya sea escrito, visual o audiovisual, que explota la condición de pobreza, para generar la suficiente compasión con una situación para vender más periódicos, aumentar el consumo de cierto medio de prensa o aumentar las donaciones o el apoyo para una determinada causa".
El término también ha sido usado cuando un contenido no se crea para generar compasión, sino para causar furia o indignación.

## En organizaciones humanitarias
Esta práctica es controvertida dado que algunas personas opinan que explota a los sujetos, mientras que otras personas opinan que es la única manera en la que las organizaciones pueden alcanzar sus objetivos. Organizaciones caritativas como UNICEF u Oxfam suelen retratar la hambruna, la pobreza y a los niños para crear simpatía y conseguir más donaciones.
Aunque el porno de la pobreza se puede ver como una herramienta para recibir más donaciones, muchos piensan que en realidad difunde la idea de una sociedad impotente y totalmente dependiente de la sociedad occidental para su supervivencia, además de ser morboso.
Se ha debatido mucho sobre si la práctica de promover estos estereotipos y de usar el sensacionalismo para crear simparía es justificable o no. La escritora nigeriana Chimamanda Ngozi Adichie comenta: “El problema con los estereotipos no es que sean falsos, sino que están incompletos. Hacen que una versión sea la única versión”.
En las campañas de recolecta de fondos, las organizaciones intentan entrevistar a aquellos a quienes pretenden ayudar a fin de difundir el mensaje al público general. No obstante, muchas veces se enfrentan a la negativa de las personas en estas deplorables para ser fotografiados o para que se comparta su historia. Esto enfatiza aún más la idea de que estar en una situación difícil, por no decir miserable, es algo de lo que avergonzarse. El porno de la pobreza expone aquellos que no tienen por qué querer que se les dé a conocer.
Se ha dado el caso de una organización que, debido a esta “necesidad” de encontrar sujetos para crear este tipo de campaña de recolecta de fondos, se inventaron a unos “niños necesitados” que "escribieron" unas cartas conmovedoras. La CNN sacó a la luz el caso de un colegio para nativos americanos en Dakota del Sur que recolectó millones de dólares usando “el peor ejemplo de porno de la pobreza” ya que “un colegio dirigido por personas no nativas está ganando una fortuna porque usa estereotipos raciales”.